# Loi de Bragg
Pour les articles homonymes, voir Bragg.
En physique, la loi de Bragg est une relation qui interprète le processus de la diffraction des radiations sur un cristal. Elle a été découverte par W.H. et W.L. Bragg vers 1912. Lorsqu'on bombarde un cristal avec un rayonnement dont la longueur d'onde est du même ordre de grandeur que la distance inter-atomique, il se produit un phénomène de diffraction. Les conditions de la diffraction donnent les directions dans lesquelles on observe de l'intensité diffractée par le cristal. Les rayonnements peuvent être électromagnétiques : dans cet ordre de grandeur de longueur d'onde, ce sont des rayons X, d'énergie de quelques dizaines de keV. Ou bien ce sont des particules ayant une énergie cinétique adaptée, de l'ordre de 100 keV pour des électrons, ou des dizaines de meV pour des neutrons.

## Diffraction sur un cristal
Lorsqu'un monocristal est bombardé par des rayons X, ceux-ci frappent les atomes avec des phases différentes : ils parcourent des chemins optiques plus ou moins longs. Les rayons X, comme toutes les ondes électromagnétiques, provoquent des changements dans les niveaux d'énergie des électrons en mouvement autour des noyaux. L'apport d'énergie induit provoque une réémission d'ondes électromagnétiques de même fréquence : ce phénomène est appelé « diffusion Rayleigh ».

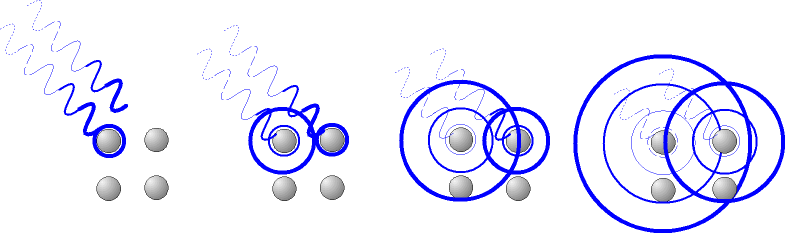
Diffusion de Rayleigh et diffraction.

Les ondes incidentes ne sont pas toutes en phase lorsqu'elles frappent les atomes. En un point de l'espace, les ondes réémises par les atomes subissent encore un déphasage dû à la différence de chemin optique. Du fait de l'organisation régulière du cristal, dans certaines directions de l'espace, les ondes s'annulent (interférences destructives), et dans d'autres elles s'additionnent (intensité positive). Ces lieux d'intensité positive sont alignés par rapport au « point d'impact » du faisceau incident, on parle donc de « directions de diffraction ». On peut retrouver ces directions de diffraction grâce à différentes lois équivalentes.

## Description

### Énoncé

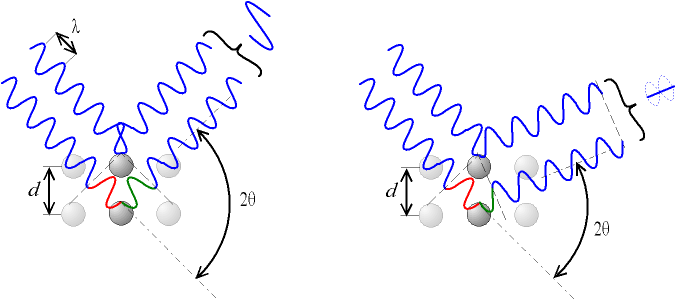
Selon la déviation, on a des interférences constructives (figure de gauche) ou destructives (figure de droite).

Diffraction de Bragg. Deux faisceaux identiques en longueur d'onde et phase approchent un solide cristallin et atteignent deux atomes différents à l'intérieur du matériau. Le faisceau le plus pénétrant traverse une longueur additionnelle de deux distances. L’interférence additive se produit lorsque cette longueur est égale à un multiple de la longueur d'onde de la radiation.

Pour cette loi, on considère des plans imaginaires contenant des atomes et perpendiculaires au vecteur de diffraction (c'est-à-dire à la bissectrice entre le faisceau incident et la direction à laquelle on s'intéresse). Mais il existe aussi d'autres lois décrivant la diffraction. Si {\displaystyle \lambda } est la longueur d'onde de la radiation et d est la distance inter-réticulaire du plan cristallin diffractant, alors les directions {\displaystyle 2\theta } de l'espace dans lesquelles on aura des pics d'intensité (le {\displaystyle 0} pour {\displaystyle 2\theta } étant la direction du faisceau incident) vérifient : {\displaystyle 2d\sin \theta =n\cdot \lambda }
où d est la distance interréticulaire, c'est-à-dire la distance entre deux plans cristallographiques, {\displaystyle \theta } l'angle de Bragg, soit le demi-angle de déviation (la moitié de l'angle entre le faisceau incident et la direction du détecteur), {\displaystyle n} l'ordre de diffraction (un nombre entier) et {\displaystyle \lambda } la longueur d'onde des rayons {\displaystyle X}.
Dans l’Introduction à la physique des rayons {\displaystyle X} et des rayons {\displaystyle \gamma } (Gauthier-Villars, 1928), Maurice et Louis de Broglie ont déterminé l'expression rigoureuse de la loi de Bragg : {\displaystyle (2d\lambda ^{-1}\sin(\theta _{0}))+(\Delta \pi ^{-1}\sin ^{-1}(\theta _{0}))=n}
Dans cette expression, le terme {\displaystyle \Delta } dépend de la nature du cristal et de {\displaystyle \lambda } et s’exprime par {\displaystyle \Delta =\rho \sin(\theta )}, où {\displaystyle \rho } est le coefficient de réflexion sur les plans réticulaires ; {\displaystyle \rho =-\cos(\varphi )}, où {\displaystyle \varphi } est la différence de phase introduite par le mécanisme de diffusion. Elle dépend de la nature des atomes, de la longueur d'onde {\displaystyle \lambda } et de l’angle d’incidence ; {\displaystyle n} est l’ordre de la réflexion. Exprimons l’écart à l’incidence de Bragg, soit {\displaystyle \theta -\theta _{0}} : {\displaystyle {\begin{alignedat}{3}2d\lambda ^{-1}[\sin(\theta )-\sin(\theta _{0})]&=2d\lambda ^{-1}(\theta -\theta _{0})\cos(\theta _{0})\\&=-\Delta \pi ^{-1}\sin ^{-1}(\theta _{0})\\\theta -\theta _{0}&=-2d\lambda ^{-1}\Delta \pi ^{-1}n^{-2}\tan(\theta _{0})\\\end{alignedat}}}Ce qui montre que la loi de Bragg simplifiée, habituellement utilisée, est d’autant plus juste que l’ordre de la réflexion est élevé. Lorsque le rayonnement n'est pas électromagnétique mais particulaire, la diffusion Rayleigh n'est pas due au déplacement du nuage atomique, mais résulte du principe d'incertitude d'Heisenberg : comme la particule est bien localisée (elle interagit avec l'atome), l'incertitude sur son impulsion, donc notamment sa direction, est grande, il y a donc une diffusion isotrope. Pour bien le comprendre, il faut également bien comprendre la notion de dualité onde-particule.

### Justification géométrique

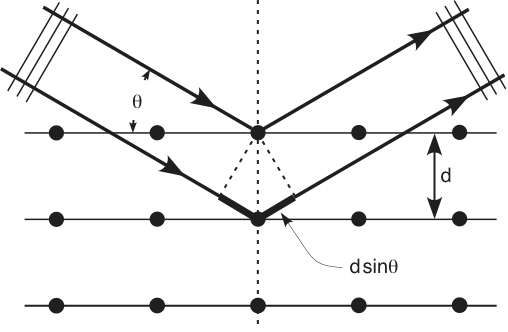
Démonstration de la loi de Bragg.

On  peut retrouver la loi de Bragg de manière simple. Considérons deux rayons parallèles frappant deux atomes situés sur une même droite perpendiculaire à la surface du matériau. Le chemin supplémentaire parcouru par le rayon « profond » est {\displaystyle 2d\sin(\theta )}, puisqu'il suit les côtés opposés à un angle {\displaystyle \theta } de triangles rectangles d'hypoténuse {\displaystyle d}. Les interférences sont constructives si la différence de chemin introduit un déphasage multiple de {\displaystyle 2\pi }, c'est-à-dire si le chemin supplémentaire est un multiple de {\displaystyle \lambda }.

### Analogie

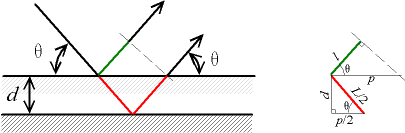
Interférence par une lame d'air : analogie avec la loi de Bragg.

On image souvent cette loi en considérant que les plans cristallographiques sont des miroirs semi-transparents ; en effet, la formule est strictement identique aux interférences par une lame d'air que l'on obtient avec un interféromètre de Michelson. Cependant, il faut bien comprendre que les plans cristallographiques ne sont qu'une vue de l'esprit, et que dans les faits, les ondes sont diffusées individuellement par les atomes.

## Condition de Laue
Le rayonnement incident a un vecteur d'onde {\displaystyle {\vec {k}}}. Si l'on s'intéresse à l'intensité diffusée dans une direction de l'espace {\displaystyle {\vec {u}}}, cela revient à s'intéresser aux ondes dont le vecteur d'onde est : {\displaystyle {\vec {k'}}=||{\vec {k}}||\cdot {\vec {u}}} 
En effet, puisque la diffusion est élastique, la longueur d'onde reste la même, donc les vecteurs d'onde ont la même norme. La maille élémentaire du cristal est définie par trois vecteurs {\displaystyle {\vec {e_{1}}}}, {\displaystyle {\vec {e_{2}}}} et {\displaystyle {\vec {e_{3}}}} qui forment par ailleurs une base de l'espace. On appelle {\displaystyle {\vec {K}}} le vecteur de diffusion, soit : {\displaystyle {\vec {K}}={\vec {k'}}-{\vec {k}}}La condition de diffraction de Laue s'exprime ainsi : il y a diffraction dans la direction {\displaystyle {\vec {u}}} si les produits scalaires de {\displaystyle {\vec {K}}} avec les vecteurs {\displaystyle {\vec {e_{1}}},{\vec {e_{2}}},{\vec {e_{3}}}} sont entiers, c'est-à-dire si {\displaystyle {\vec {K}}\cdot {\vec {e_{1}}}}, {\displaystyle {\vec {K}}\cdot {\vec {e_{2}}}} et {\displaystyle {\vec {K}}\cdot {\vec {e_{3}}}} sont des nombres entiers. On note en général : {\displaystyle {\vec {K}}\cdot {\vec {e_{1}}}=h,\quad {\vec {K}}\cdot {\vec {e_{2}}}=k,\quad {\vec {K}}\cdot {\vec {e_{3}}}=l} Les indices ({\displaystyle h,k{\text{ et }}l}) sont caractéristiques de la tache (ou du pic) de diffraction. Ce sont aussi les indices de Miller d'un plan cristallographique, ce qui permet de retrouver la loi de Bragg.

## Théorème de Bloch
On peut définir une autre base, appelée base réciproque, par : {\displaystyle {\vec {e_{1}^{*}}}={\frac {1}{V}}{\vec {e_{2}}}\wedge {\vec {e_{3}}},\quad {\vec {e_{2}^{*}}}={\frac {1}{V}}{\vec {e_{3}}}\wedge {\vec {e_{1}}},\quad {\vec {e_{3}^{*}}}={\frac {1}{V}}{\vec {e_{1}}}\wedge {\vec {e_{2}}}} où {\displaystyle V} est le volume de la maille, calculable à partir du produit mixte des vecteurs de la base. Comme {\displaystyle {\vec {e_{1}}}}, {\displaystyle {\vec {e_{2}}}} et {\displaystyle {\vec {e_{3}}}} dépendent de la maille élémentaire, les vecteurs de la base réciproque dépendent eux aussi de la maille élémentaire ; ils sont une caractéristique du cristal. La condition de diffraction peut alors s'énoncer de la manière suivante : il y a diffraction dans la direction {\displaystyle {\vec {u}}} si {\displaystyle {\vec {K}}} a des coordonnées entières dans la base réciproque, soit : {\displaystyle {\vec {K}}=h{\vec {e_{1}^{*}}}+k{\vec {e_{2}^{*}}}+l{\vec {e_{3}^{*}}},\quad \forall (h,k,l)\in \mathbb {N} ^{3}}. Les indices ({\displaystyle h,k{\text{ et }}l}) sont les mêmes que pour la condition de Laue, et mènent donc également à la loi de Bragg. Les points ayant des coordonnées entières dans le repère {\displaystyle (O,{\vec {e_{1}^{*}}},{\vec {e_{2}^{*}}},{\vec {e_{3}^{*}}})} forment un réseau appelé « réseau réciproque ». La condition de diffraction est donc : il y a diffraction dans la direction {\displaystyle {\vec {u}}} si l'extrémité de {\displaystyle {\vec {K}}} est sur un nœud du réseau réciproque. C'est le théorème de Bloch.

## Applications
Lorsque la longueur d'onde de la radiation est de l'ordre de grandeur de la distance inter-atomique dans le cristal, les directions de diffraction sont suffisamment éloignées pour être distinguables, et suffisamment rapprochées pour figurer sur le même cliché. La loi de Bragg est utilisée entre autres pour :
- la microscopie électronique en transmission ;
- l'analyse dispersive en longueur d'onde ;
- la diffraction de rayons X ;
- la diffraction de neutrons.